# U-749
Unterseeboot 749 foi um submarino alemão do Tipo VIIC, pertencente a Kriegsmarine que atuou durante a Segunda Guerra Mundial.

## Comandantes
| Comandante                                 | Data                                            |
| ------------------------------------------ | ----------------------------------------------- |
| Oblt. Rupprecht Fishler, Conde de Treuberg | 29 de setembro de 1943 - 31 de dezembro de 1943 |
| Oblt. Ernst Fischer                        | 1 de janeiro de 1944 - novembro de 1944         |
| Kptlt. Friedrich Huisgen                   | dezembro de 1944 - 4 de abril de 1945           |

## Subordinação
Durante o seu tempo de serviço, esteve subordinado às seguintes flotilhas:
| Período                                    | Flotilha                                 |
| ------------------------------------------ | ---------------------------------------- |
| 1 de setembro de 1943 - 1 de abril de 1945 | 24. Unterseebootsflottille (treinamento) |
| 1 de abril de 1945 - 4 de abril de 1945    | 5. Unterseebootsflottille (treinamento)  |